# La Grande Collection
La Grande Collection est une collection de téléfilms de 90 minutes en coproduction franco-suissee, et diffusée du 11 mars 1991 sur TF1 au 10 juillet 1995 sur France 2.

## Historique
Cette collection initiée par Jean Nainchrick, regroupe des téléfilms "remakes" adaptés de romans ayant déjà fait l'objet d'une adaptation cinématographique. Le titre de la collection ne sera jamais utilisé à l'antenne.

## Saison 1
1. Léon Morin, prêtre, réal. Pierre Boutron, diffusé le 11 mars 1991[1] sur TF1.
2. Les Disparus de Saint-Agil, réal. Jean-Louis Benoît, diffusé le 16 septembre 1991[6] sur TF1[7],[8].
3. Le diable au corps, réal. Gérard Vergez, diffusé le 1er mars 1992[9] sur TF1.
4. Les Démoniaques, réal. Pierre Koralnik, diffusé le 10 mai 1992[10] sur TF1. Rediffusion le 5 décembre 1993[11] sur France 2.
5. La Femme et le Pantin, réal. Mario Camus, diffusé le 5 juillet 1992[12] sur TF1